# Czwarty rząd Salima al-Hussa
Czwarty rząd Salima al-Hussa – rada ministrów Republiki Libańskiej funkcjonująca od grudnia 1998 r. do października 2000 r.
Po objęciu przez Émile'a Lahouda stanowiska prezydenta Libanu w listopadzie 1998 r. premier Rafik al-Hariri złożył dymisję swojego gabinetu. 2 grudnia szefem nowej rady ministrów mianowano po raz kolejny Salima al-Hussa. Wkrótce jego 16-osobowy rząd uzyskał wotum zaufania, uzyskują głosy 85 deputowanych spośród 116 biorących udział w głosowaniu. Salim al-Huss pozostał premierem Libanu do wyborów parlamentarnych w 2000 r.

## Skład
| Stanowisko                                                                                | Imię i nazwisko       | Wyznanie             |
| Premier Minister spraw zagranicznych i emigrantów                                         | Salim al-Huss         | Sunnita              |
| Minister transportu i robót publicznych                                                   | Nadżib Mikati         | Sunnita              |
| Sekretarz stanu ds. reformy administracji                                                 | Hassan Szalak         | Sunnita              |
| Minister obrony                                                                           | Ghazi Zaajter         | Szyita               |
| Minister ekonomii i handlu Minister przemysłu                                             | Nasser Saiidi         | Szyita               |
| Minister kultury Minister edukacji i szkolnictwa wyższego Minister ds. młodzieży i sportu | Mohammad Jusuf Bejdun | Szyita               |
| Minister ds. uchodźców Minister informacji                                                | Anwar al-Chalil       | Druz                 |
| Minister poczty i telekomunikacji                                                         | Issam Naaman          | Druz                 |
| Minister sprawiedliwości                                                                  | Joseph Szaul          | Katolik-Maronita     |
| Minister finansów                                                                         | Georges Korm          | Katolik-Maronita     |
| Min. rolnictwa Minister mieszkalnictwa                                                    | Sulajman Farandżijja  | Katolik-Maronita     |
| Wicepremier Minister spraw wewnętrznych                                                   | Michel Murr           | Prawosławny          |
| Minister zdrowia                                                                          | Karam Karam           | Prawosławny          |
| Minister ropy, elektryczności i zasobów wodnych                                           | Sulejman Trabulsi     | Katolik-Melchita     |
| Minister pracy Minister spraw socjalnych                                                  | Michel Musa           | Katolik-Melchita     |
| Minister turystyki Minister środowiska                                                    | Artur Nazarian        | Prawosławny Ormianin |